# مسجد جميرا
مسجد الجميرا هو مسجد رئيسي يقع في مدينة دبي، في منطقة الجميرا ويقال إنه أكثر المساجد تصويرا في كل إمارة دبي. يعتبر مسجد جميرا من أقدم مساجد المنطقة حيث بدأت عملية بناء المسجد عام 1975 بأمر من الشيخ راشد بن سعيد آل مكتوم، وتم افتتاحه بشكل رسمي في العام 1978، ويمتد المسجد على مساحة 3000 متر مربع كما يتسع لحوالي 1500 مصلٍ، ويستقبل الزوار من المسلمين وغير المسلمين للتعرف على الحضارة والديانة الإسلامية حيث يستطيع الزوار غير المسلمين الراغبين بالتعرف على الثقافة الإسلامية التسجيل في جولات منظمة لزيارة المسجد خارج أوقات الصلاة، ليستقبلهم علماء مؤهلون للتعامل مع الزوار ويتحدثون بلغات مختلفة، ويتولى تنظيم هذه الجولات مركز الشيخ محمد بن راشد آل مكتوم للتواصل الحضاري والذي يرفع شعار(أبواب مفتوحة .. عقول مفتوحة) مما يتيح للزوار فرصة التعرف على التاريخ والحضارة الإسلامية وتعاليم الدين الإسلامي وتعزيز التواصل الثقافي الديني. وقد حصل برنامج زيارة مسجد جميرا على جائزة التميز من كبرى المواقع الإلكترونية للرحلات والسياحة في العالم وذلك تكريماً للتميز في مجال المعاملات وكرم الضيافة، كما تحمل العملة من فئة 500 درهم صورة للمسجد مما يدل على المكانة الكبيرة التي يحتلها المسجد في دولة الإمارات العربية المتحدة 

## تصميم المسجد

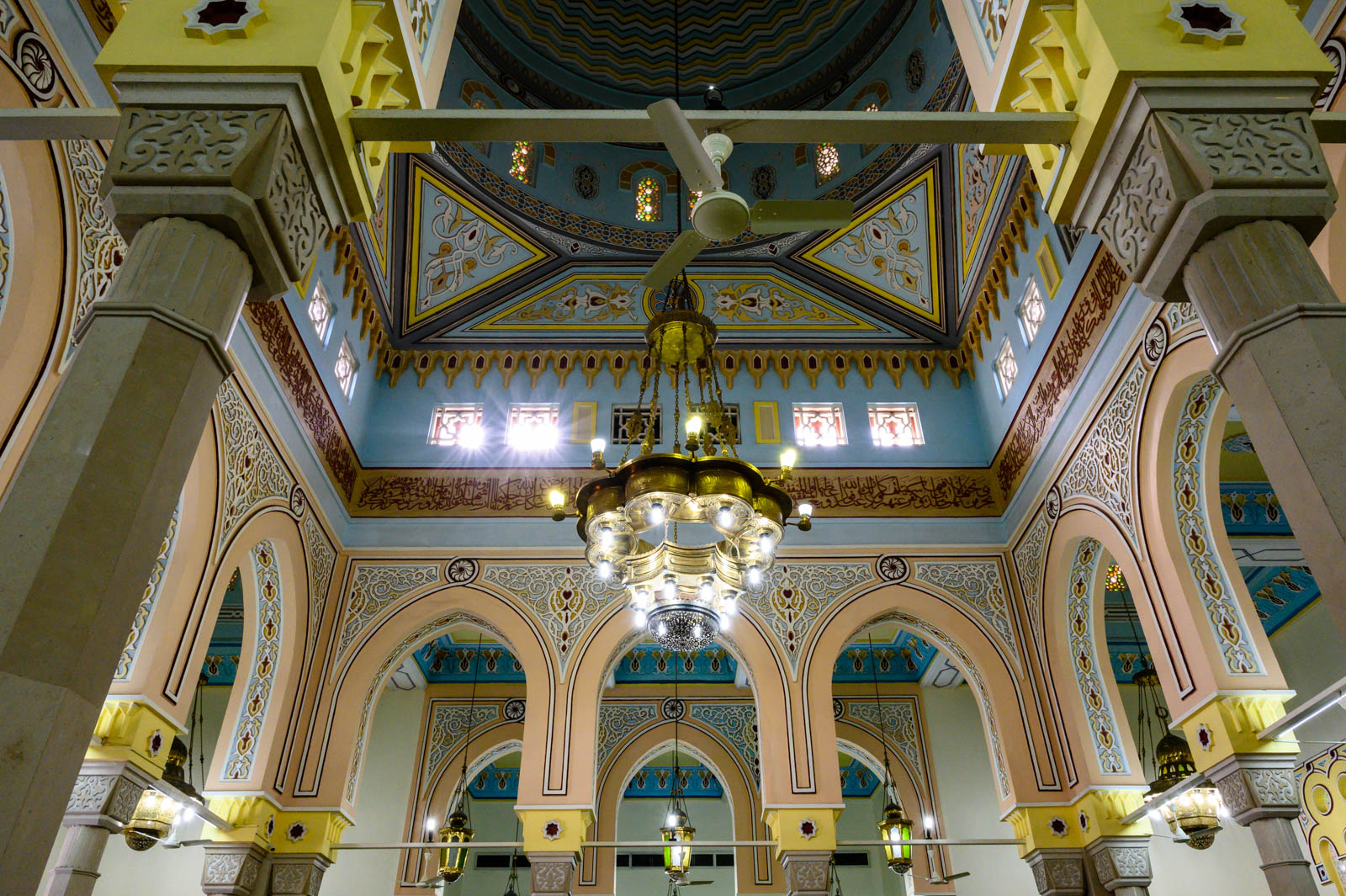
مسجد جميرا من الداخل

تم تصميم مسجد جميرا على الطراز المعماري الفاطمي، وهو يعتبر مثالاً عن جماليات العمارة الإسلامية، وقد بني المسجد على الخطوط ذاتها التي بني عليها الجامع الأزهر في القاهرة، كما تم بناء المسجد بأحجار بيضاء بالكامل، وهو يضم مئذنتين تتكاملان مع قباب الجامع التي زينت بزخارف نافرة تكسوها بالكامل ما عدا الجزء السفلي منها، كما تمتاز المئذنتان باستقلاليتهما تماما فلكل مئذنة بدن مربع متين يتحول إلى مثمن باتجاه الأعلى ويحاط بشرفة ليتحول بعدها إلى شكل اسطواني مزخرف ومنسجم مع زخارف القباب، وبعد ذلك شرفة أخرى تعلوها بقية المئذنة التي يتوضع عليها الهلال البرونزي التقليدي. ويتزين المسجد بالزخارف الإسلامية والخط العربي الأصيل والأعمدة والأقواس المزخرفة والنوافذ الملونة من الداخل وتنتشر الزخارف والآيات القرآنية والتصاميم الهندسية على الجدران والأسقف وفي مختلف أرجاء المسجد وكذلك المحراب الذي يتميز بتقشفه من الزخرفة المبهرة. يغطي السجاد الأخضر أرضية المسجد، ويحتوي على مجلس كبير يتسع لحوالي 300 شخص وتم تصميمه بشكل يشبه البيوت الإماراتية القديمة كما يعتبر مقراً لإقامة العديد من الفعاليات الثقافية، ويضم المسجد أيضاً متجراً يوفر العديد من المنتجات التي تعكس الثقافة الإماراتية والإسلامية.